# 吉野村 (大分県)
吉野村（よしのむら）は、大分県大分郡にあった村。現在の大分市の一部にあたる。

## 地理
- 河川：吉野川[2]、小筒川[3]、中臼杵川[4]

## 歴史
- 1889年（明治22年）4月1日、町村制の施行により、大分郡吉野原村、志津留村、月形村、辻村、福良村、宮尾村、奥村、杉原村、萩尾村が合併して村制施行し、吉野村が発足[1][5]。旧村名を継承した吉野原、志津留、月形、辻、福良、宮尾、奥、杉原、萩尾の9大字を編成[5]。
- 1954年（昭和29年）3月31日、大分郡戸次町、判田村、竹中村と合併し大南町を新設して廃止された[1][5]。

## 産業
- 農業[2]